# Trentepohlia (Mongoma) guamensis
Trentepohlia (Mongoma) guamensis is een tweevleugelige uit de familie steltmuggen (Limoniidae). De soort komt voor in het Australaziatisch gebied.